# Xã Morris, Quận Grundy, Illinois
Xã Morris (tiếng Anh: Morris Township) là một xã thuộc quận Grundy, tiểu bang Illinois, Hoa Kỳ. Năm 2010, dân số của xã này là 7.110 người.